# Arminda Schutte
Arminda Schutte (9 de octubre de 1909–5 de mayo de 1995) fue una pianista clásica y pedagoga cubana.

## Biografía

### Primeros años y su formación
Schutte era originaria de la finca de La Merced, localizada cerca de la ciudad de Matanzas, Cuba, de una familia de clase media alta, de excelente educación. Su padre, Julio Schutte, era de origen francés e insistía en que cuando estuviesen en casa, la familia solo hablase francés, lo que resultaría muy valioso más tarde. Su madre, cubana, Ondina Visiedo, tenía un grado académico en ‘Magisterio’. Esa madre fue muy determinante en ver a sus tres niños en sobresalir en la vida. Tuvo dos hermanos, que crecieron hasta convertirse en médicos prominentes, tanto en Cuba como en las sociedades médicas panamericanas. Cuando la joven Arminda mostró talento para el piano, sus padres se aseguraron de que recibiese la mejor instrucción. Sus primeros profesores de piano incluyeron a Flora Mora, alumna de Enrique Granados. Schutte estudió en el Conservatorio Municipal de La Habana y debutó en 1928, ofreciendo el concierto para piano N.º. º de Chaikovski con la Orquesta sinfónica de La Habana dirigida por Gonzalo Roig.

### Vida profesional en Cuba, y emigración
Los seis años siguientes, incluyeron actuaciones como solista frecuente con la Orquesta Sinfónica, y en recitales en lugares como la Academia Nacional de Artes y Letras, Liceo, y Ateneo de Matanzas, la Federación Médica de Cuba, y otras sociedades culturales de prestigio en toda la isla. En 1936, realizó el primer concierto al aire libre, primero en Cuba, después de haber sido presentado como solista con la Orquesta Sinfónica, en el Anfiteatro Nacional del Departamento de Cultura del municipio de La Habana. Un encuentro casual en esa época, con un artista exitoso, el gran violonchelista ruso Gregor Piatigorsky se tradujo en un reto para ella, con el objetivo de perseguir un mayor grado de dominio técnico, asistiendo a la sugerencia de estudiar en la ciudad de Nueva York con el incomparable Josef Lhévinne. En 1937, salió de Cuba para la Ciudad de Nueva York, donde iba a pasar la mayor parte de los cuatro años estudiando con el Sr. Lhevinne y, en ocasiones, con la señora Rosina Lhévinne. Las lecciones se llevaron a cabo en francés, ya que no conocían el castellano y en ese momento sabían muy poco inglés. Poco después de llegar a Nueva York, debutó el 28 de octubre, inaugurando la temporada de conciertos de la Sociedad Centro Panamericano. Posteriormente recibió una invitación de la Universidad de Columbia para presentar un concierto en el Instituto de Estudios Hispánicos. A continuación, llevó a cabo en el show de radio de la General Electric (la WGY (en AM) en Schenectady, Nueva York, donde realizó el Concierto para piano N.º 1 en si bemol mayor, Op. 16, de Sergei Bortkiewicz, su concierto favorito. A su regreso a Cuba en 1941, fundó en el Barrio Vedado, de La Habana el Instituto de Arte Musical, Arminda Schutte, que recibió acreditación académica nacional por el Ministerio de Educación, en la concesión de títulos, certificados y diplomas. Siguió tocando y enseñando, y con el tiempo sirvió como Inspectora de la Música del Ministerio de Educación. Dada la llegada de la Revolución a la isla, dejó Cuba en 1963 con su madre viuda, a través de México con el objetivo de buscar asilo político en Estados Unidos. Se fue detrás de todo, pero algunas cuentas trajo con ella.

### Su desarrollo en EE. UU. y desaparición
Después de una corta estancia en México D. F., Schutte y su madre se instalaron en Miami, Florida, cerca de su hermano menor, José Antonio y su familia. (Su hermano mayor, Julio, había fallecido en 1961.) Este fue un período difícil de la familia, ya que su hermano menor murió en 1965, y su madre en 1966. Ella primero se quedó con la familia, pero posteriormente Schutte se trasladó por su cuenta, y compró una pequeña casa, estudió inglés, y comenzó a enseñar clases particulares, dependiendo inicialmente en su reputación dentro de la gran comunidad cubana. En ese momento, fue nombrada profesora adjunta en la Universidad de Miami (Coral Gables), Universidad Internacional de Florida, y el Miami-Dade Community College. En el lapso de 16 meses, desde noviembre de 1969 a marzo de 1971, presentó tres recitales como solista, siendo aclamada en la Universidad de Miami, que incluyeron recitales sobre Robert Schumann (su declarado compositor favorito). En 1980, a la edad de 71 años, volvió a realizar el exigente concierto para piano N.º 1 en si bemol mayor de Bortkiewicz, en un recital de dos pianos con Víctor de Diego, en la Florida International University. Murió el 5 de mayo de 1995 en Miami, Florida, a la edad de 85 años. Fue una de las pianistas más destacadas de Cuba.

## Artística y repertorio
El arte de Schutte se caracterizó por una técnica pianística trascendental, eficiente, sin afectación ni extravagancia, y casada con talento interpretativo, así como a una amplia formación cultural, sólida y refinada. Su repertorio fue decididamente del período de la práctica común en su alcance, incluidos los principales exponentes del barroco (especialmente J.S. Bach), especialmente de los períodos clásico y del romanticismo. (Curiosamente, nunca interpretó el Concierto para Piano de su compositor favorito, Robert Schumann.) Del siglo XX aceptó a su mayoría Debussy, Ravel, Granados y otros compositores latinoamericanos, así como Rajmáninov y algunos Skriabin, pero evitado tanto la dodecafonía de la Moderna Escuela de Viena, y la armonía secundal del estilo maduro de Bartók. Uno de sus bises fue la deliciosamente pintoresca "The Musical Box" por Immanuel Liebich.

## Pedagogía
Schutte administró una variada base teórica preparada para sus alumnas, y usaba la Théorie de la Musique de Adolphe Danhauser, como marco, complementado por otros estudios interválicos, escalares y armónicos. Los alumnos también fueron entrenados en la tradición europea del solfeo del do fijo (aún usado por la Escuela Juilliard y el del Instituto de Música Curtis) para su aplicación en la vista de canto y la transposición a la vista. Los principios de la escuela rusa de la técnica, que se recibieron de las Lhévinnes fue enseñado, desde la postura más fundamental: forma, movimientos de manos, dedos, muñeca; y, a los aspectos más avanzados que utilizaban una revisión sistemática de ejercicios mecánicos (Schmitt, Isidor Philipp, Theodor Kullak, Hermann Berens, Ignaz Moscheles), y los estudios (Carl Czerny, Cramer, Muzio Clementi, Chopin y otros). El repertorio y los principios de la interpretación se construyeron sobre el cuarteto de J.S. Bach, sonatas clásicas, literatura del Romanticismo, y obras del siglo XX. Su conocimiento de la literatura era completo, y se la conocía por notas corregidas con facilidad a través del estudio dentro de su casa. Algunas de sus estudiantes estadounidenses lograron reconocimiento con premios en composición, actuaciones en la televisión y radio locales, aceptaciones a The Juilliard School y la división de posgrado del College-Conservatory of Music, de la Universidad de Cincinnati, y cargos docentes posteriores en Facultades, universidades, y en la New World School of the Arts.